# Hjälp mig, min Gud, min sorg mig kväver
Hjälp mig, min Gud, min sorg mig kväver (tyska: Gott! hilff mir, denn das Wasser dringt) är en tysk psalm av Cornelius Becker och bygger på psaltaren 69. Psalmen översattes till svensk och fick titeln Hjälp mig, min Gud, min sorg mig kväver.

## Publicerad i
- 1572 års psalmbok med titeln HJelp migh min Gudh/ mijn sorgh migh qwäl under rubriken "Någhra Davidz Psalmer".[2]

- Göteborgspsalmboken under rubriken "Om Christi Lijdande".[3]
- Den svenska psalmboken 1694 som nummer 77 under rubriken "Konung Davids Psalmer".
- 1695 års psalmbok som nummer 68 under rubriken "Konung Davids Psalmer".[1]